# فردیناند بیر

نمونه‌ای از جلد کتاب پیانوی بیر

فردیناند بیر (متولد ۲۵ ژوئن ۱۸۰۳ شهر کوئرفورت، فوت ۱۴ می ۱۸۶۳ ماینتز) آهنگساز و پیانیست اهل آلمان بود.

## زندگی‌نامه
نویسنده متد مقدماتی آموزش پیانو اپوس ۱۰۱ (در سال ۱۸۵۱ میلادی) است.
این کتاب شامل مجموعه‌ای از تمرینات برای دست چپ و راست از ابتدایی تا پیشرفته به صورت آرام و تدریجی است. همچنین او قطعات آوازی زیادی را که شور وطن‌پرستی در آنهاست را ساخته اما شهرت او بیشتر برای تنظیم قطعاتی که در اصل برای ارکستر و اپرا ساخته شده بود است.